# Echidnopsis uraiqatiana
Echidnopsis uraiqatiana là một loài thực vật có hoa trong họ La bố ma. Loài này được Dioli mô tả khoa học đầu tiên năm 2007.